# Celeus lugubris
El carpintero lúgubre (Celeus lugubris), también denominado carpintero de cabeza pajiza (Argentina), carpintero copete pajizo (Argentina, Paraguay) , carpintero de cresta blanca o carpintero castaño,  es una especie de ave piciforme perteneciente al género Celeus que integra la familia Picidae de los pájaros carpinteros. Vive en el centro de América del Sur.

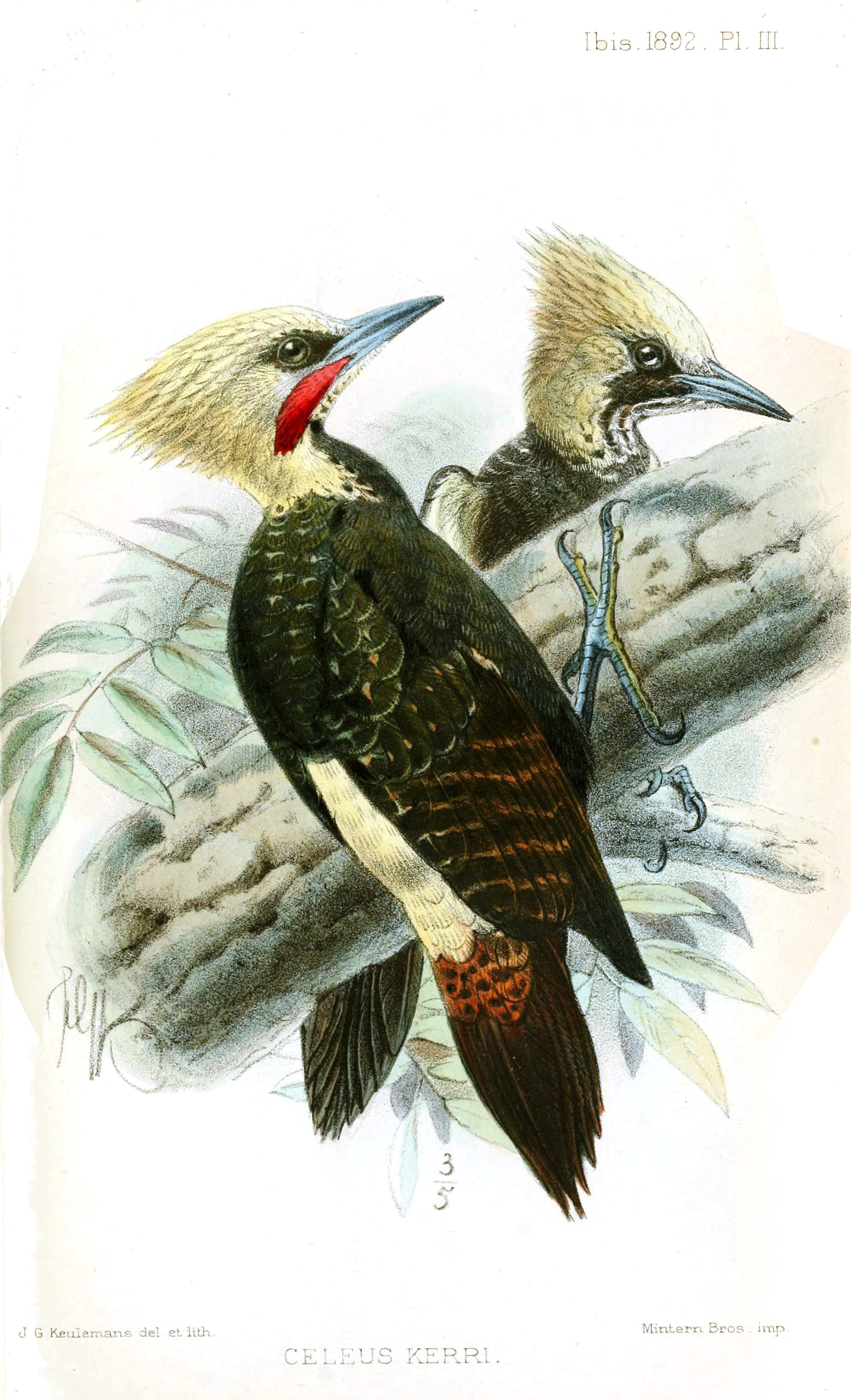
Celeus lugubris; ilustración de Keulemans, 1897

## Descripción
Mide 27 cm. La raza parda exhibe una cresta grande y desprolija de color marfil pálido, raya malar roja, que es parda en la hembra; área alrededor del ojo, antecuello y resto del cuerpo pardos, levemente escamados y barrados de marfil en la parte alta del dorso, alas barradas de castaño; rabadilla y cobertoras subalares de color marfil, remeras barradas de pardo y marfil oscuro. En la raza negruzca, negruzco oscuro en lugar de pardo, marfil más sucio.

Muy parecida a Celeus flavescens con la cual es alopátrico. Se diferencia porque la cabeza y copete es más amarillo en C. flavescens, mientras que en C. lugubris es más pajizo (color paja) o amarillo claro y más despeinado.

## Distribución y hábitat
Su distribución geográfica abarca Brasil, Bolivia, Paraguay y Argentina. Habita todo el bosque xerófito denominado Chaco húmedo. En bosques densos o abiertos, fragmentos de bosques, palmares, sabanas.

## Comportamiento
Todos los Celeus tienen comportamiento semejante, recorren todos los estratos del bosque al largo de troncos y ramas gruesas. El llamado es un “cri-cri-cri” fuerte y resonante.

### Alimentación
Especialista en abrir colonias arborícolas de hormigas o termitas, de las cuales se alimenta. Puede permanecer un largo rato al lado de estas colonias.

### Reproducción
Nidifica a una altura entre 4 a 10 m del suelo, en nidos excavados en termiteros o en hormigueros arborícolas.

## Sistemática

### Descripción original
La especie C. lugubris fue descrita por primera vez por el naturalista francés Alfred Malherbe en 1851 bajo el nombre científico Celeopicus lugubris; localidad tipo «Mato Grosso, Brasil».

### Taxonomía
Posiblemente forma una superespecie con Celeus castaneus, Celeus elegans y Celeus flavescens . Algunas veces es tratado como conespecífico con este último. Aparentemente ha hibridado, raramente, con C. elegans. La subespecie propuesta roosevelti (Cherrie, 1916) se considera como sinónimo de la subespecie nominal.

### Subespecies
Se reconocen 2 subespecies con su correspondiente distribución geográfica:
- Celeus lugubris lugubris (Malherbe, 1851) - este de Bolivia y centro oeste de Brasil (oeste de Mato Grosso).
- Celeus lugubris kerri (Hargitt, 1891) - Paraguay y centro oeste de Brasil (Mato Grosso do Sul) hasta el noreste de Argentina.